# グローバルリーグ
グローバルリーグ（Global League）は、1969年に1年だけ存在したプロ野球リーグ。

## 概要
アメリカのプロモーターで、ミルウォーキー・ブレーブスのアトランタ移転に反対していた不動産業を営んでいたウォルター・ディルベック（Walter J. Dilbeck Jr. 1919年 - 1991年5月30日）が、メジャーリーグに匹敵する第3のリーグ戦を世界規模で作ろうと呼びかけ1966年にフェニックスにて創立総会を実施。当初はミルウォーキー・ダラス・オマハ・ジャージーシティの4都市から球場使用権の取得を済ませこれに加えその他の米国内4都市と東京・マニラ・メキシコシティ・トロントでの球団結成を目標としていた。
その後1969年より日本の東京ドラゴンズ（ハポン・デ・トキオ）を始め、アメリカ（アラバマ・ワイルドキャッツ、ニュージャージー・タイタンズ）、ドミニカ共和国（ドミニカ・シャークス）、ベネズエラ（ベネズエラ・オイラーズ）、プエルトリコ（プエルトリコ・サンファンズ）の5ヶ国6チームが結成されホーム・アンド・アウェーのリーグ戦を開催。米国内では4チームの結成を予定していたものの、1969年のメジャーリーグ球団のエキスパンションと重なり実現しなかった。133日間138試合の日程を予定したものの、その後100試合に縮小された。
試合ルールはメジャーリーグや日本プロ野球と異なり、代走制限を設けなかった他指名打者制度や申告敬遠を取り入れるといった試みも行われていた。
ベネズエラのカラカスを中心にリーグ戦が行われ、開幕当初は観客動員もまずまずの状態だったが急激にそれが減少。6月にはプエルトリコとドミニカ共和国が撤退したり、他チームも相次いで運営難から旅費が底を付き、財政難から当初から月給が半額のみ支給されない、ホテル代や食事代も出なくなるという厳しい状況に立たされ、創立者ディルベックも雲隠れする状況となってしまう。結局リーグは縮小された日程を消化することなく1年間で打ち切りとなった。

## 東京ドラゴンズ
柳川事件でプロ・アマ間の関係が悪化する中で、中日時代の監督・濃人渉と起こした確執による退団・移籍と、その穴埋めのための球団の強引な補強策が事件の遠因だったかもしれないと考え、プロアマ断絶に自責の念を感じていた森徹（元中日ドラゴンズ）が、元プロ野球選手の再挑戦とメジャーリーグ志望の若者の飛躍の場を設けることを目的とし、日本球界で完全燃焼できず引退した事もありリーグの計画に賛同し日本チームとして東京ドラゴンズ（ハポン・デ・トキオ）を設立。古賀英彦、矢ノ浦国満、平沼一夫、牧勝彦、龍隆行、畑口健二、交告弘利、鈴木幸弘ら元プロ野球経験者も参加した。また、参加表明していたが現地に赴く前に退団した選手もいた。5月には森が日本での試合開催の交渉を行うため帰国したが、森がハワイで豪遊している噂を受けて矢ノ浦が監督代行を行った。通算成績はオープン戦3勝4敗・公式戦7勝3敗1分。
森によれば将来的には大阪を拠点とするチームや韓国や台湾からも参加するという構想もあったという。

### 参加した主な選手
- 石塚雅二（捕手） - 1969年ドラフト外でヤクルトアトムズに入団
- 黒崎武（外野手）
- 交告弘利（投手）
- 古賀英彦（外野手）
- 是久幸彦（内野手）
- 鈴木幸弘（内野手）
- 辻正孝（外野手） - 1970年ドラフト外で中日ドラゴンズに入団
- 内藤久（外野手）
- 畑口健二（投手）
- 平沼一夫（投手）
- 牧勝彦（投手）
- 森徹（外野手） - 選手兼任監督
- 矢ノ浦国満（内野手）
- 龍隆行（投手）

## 関連情報

### 書籍
- ドン・キホーテ軍団（毎日新聞社 1983年12月 / 徳間文庫 1988年12月 ISBN 978-4-19-568653-9）

サンデー毎日（毎日新聞社発行）の1981年4月26日号から1982年3月21日号までノンフィクション小説「ドン・キホーテ軍団」として阿部牧郎の著により連載され、その後、毎日新聞社より単行本として出版されている（その後徳間書店より文庫化）。